# Li(f)e
Li(f)e è il quarto album in studio del rapper statunitense Sage Francis, pubblicato nel 2010.

## Tracce
1. Little Houdini – 6:46 (Sage Francis, Jason Lytle)
2. Three Sheets to the Wind – 3:31 (Sage Francis, Chris Walla)
3. I Was Zero – 4:18 (Sage Francis, Richard Terfry, Brian Deck, Tim Rutili, Jim Becker, Gordon Patriarca)
4. Slow Man – 3:38 (Sage Francis, Joey Burns, John Convertino)
5. Diamonds and Pearls – 4:02 (Sage Francis, Thomas Hagerman, Shawn Gilbert, Jeanie Schroder, Nicholas Iurata)
6. Polterzeitgeist – 4:05 (Sage Francis, Tim Rutili, Jim Becker, Brian Deck)
7. The Baby Stays – 3:41 (Sage Francis, Tim Rutili)
8. 16 Years – 3:45 (Sage Francis, Kurt Read, Brian Deck, Tim Rutili, Jim Becker, Gordon Patriarca)
9. Worry Not – 3:19 (Sage Francis, Tim Fite)
10. London Bridge – 2:10 (Sage Francis, Chris Walla)
11. Love the Lie – 3:13 (Sage Francis, Mark Linkous)
12. The Best of Times – 5:31 (Sage Francis, Yann Tiersen)